# گرم کن جیره بدون شعله

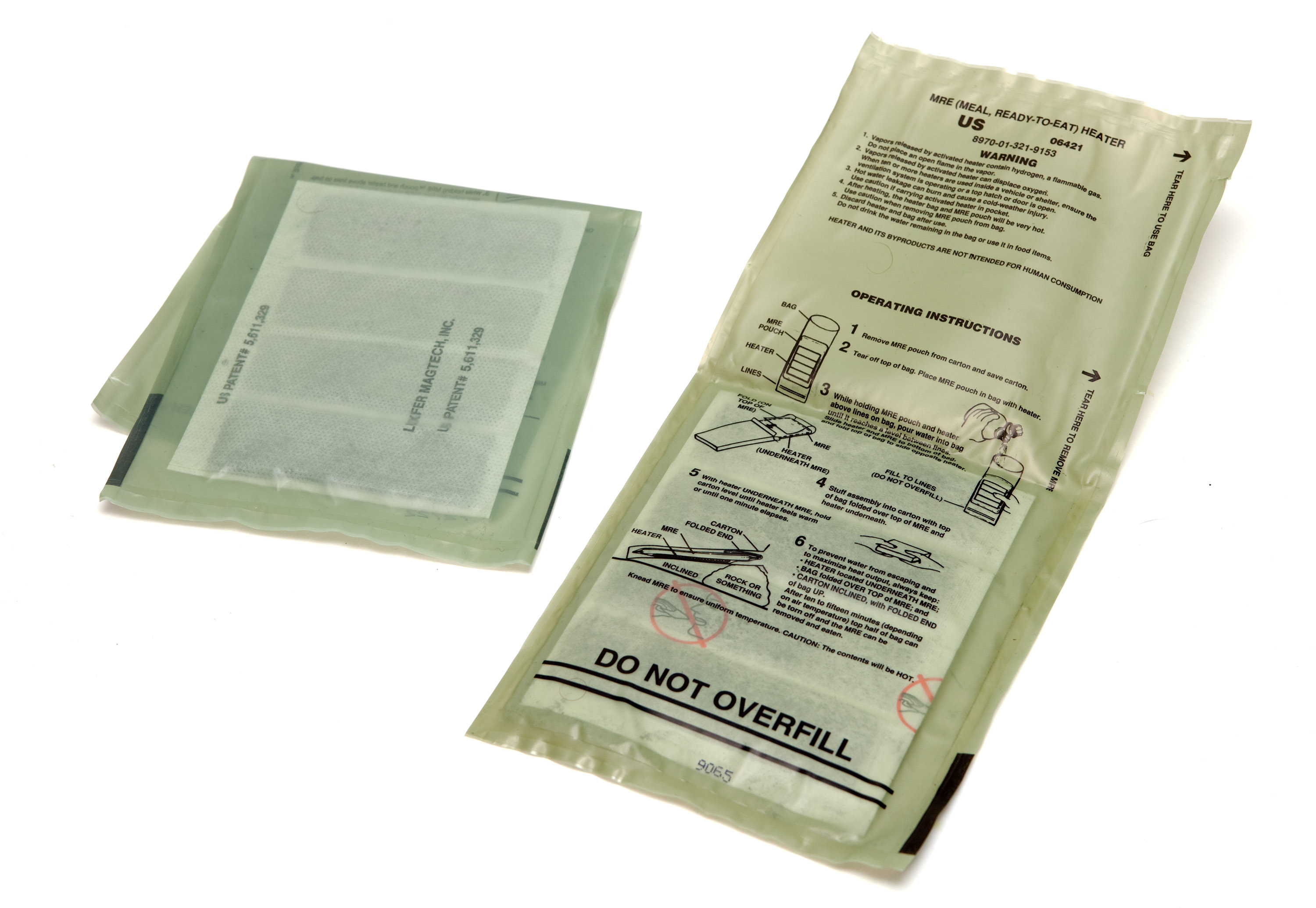
یک جفت گرم کن جیره بدون شعله

یک گرم کن جیره بدون شعله نوعی از بسته‌های خودگرمایشی غذا است که در جیره نظامی ارتش آمریکا موسوم به غذای آماده خوردن (MRE) استفاده می‌شود و قادر است ۸ اونس (معادل ۲۳۰ گرم) غذای اصلی را تا دمای ۱۰۰ درجه فارنهایت (۳۸ درجه سلسیوس) در ۱۲ دقیقه گرم کند، در حالی که هیچ نوع شعله قابل رویتی تولید نکند.
گرم کن جیره حاوی پودر فلز منیزیم است که با مقدار کمی آهن و نمک خوراکی آلیاژ شده‌است. برای فعال کردن واکنش، مقدار کمی آب اضافه می‌شود و با ادامه واکنش گرمازا، به سرعت به نقطه جوش آب می‌رسد.

## واکنش شیمیایی

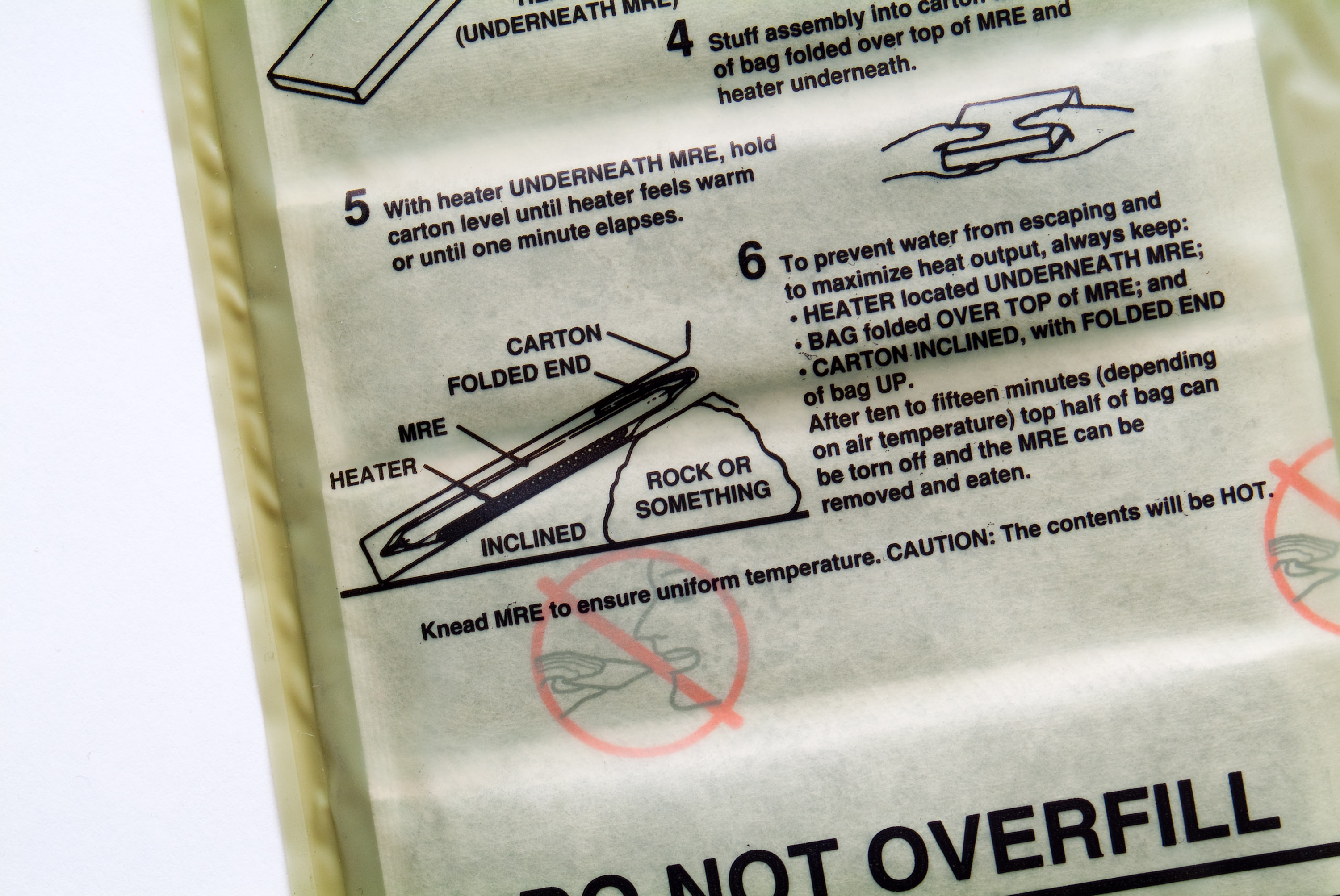
دستورالعمل‌ها توصیه می‌کنند که گرم کن باید در برابر «سنگ یا چیزی» قرار گیرد.

گرم کن‌های جیره در یک فرایند انتقال الکترون به نام واکنش اکسیداسیون - کاهش گرما تولید می‌کنند. آب فلز منیزیم را بر اساس واکنش شیمیایی زیر اکسید می‌کند:
Mg + 2H2O → Mg(OH)2 + H2 [+ heat (q)]
این واکنش شبیه به زنگ زدگی آهن توسط اکسیژن است و تقریباً با همان سرعت آهسته پیش می‌رود که برای تولید گرمای قابل استفاده بسیار کند است. برای تسریع واکنش، ذرات آهن فلزی و نمک خوراکی (NaCl) با ذرات منیزیم مخلوط می‌شوند.
فلزات آهن و منیزیم وقتی در یک الکترولیت معلق می‌شوند، یک سلول گالوانیکی را تشکیل می‌دهند که می‌تواند الکتریسیته تولید کند. هنگامی که آب به گرم کن جیره اضافه می‌شود، نمک را حل می‌کند و یک الکترولیت آب نمک تشکیل می‌دهد و در نتیجه هر ذره منیزیم و آهن را به یک باتری کوچک تبدیل می‌کند. از آنجایی که ذرات منیزیم و آهن در تماس هستند، اساساً به هزاران باتری کوچک اتصال کوتاه تبدیل می‌شوند که به سرعت می‌سوزند و در فرآیندی که دانشمندان آن را «سلول‌های گالوانیکی فوق‌خورنده» می‌نامند، گرما تولید می‌کنند.
یک برند از جیره‌های خودگرم شونده از ۷٫۵ گرم آلیاژ پودری منیزیم-آهن استفاده می‌کند که شامل ۹۵ درصد منیزیم و ۵ درصد وزنی آهن، ۰٫۵ گرم نمک، به اضافه پرکننده داخلی و عامل ضد کف می‌شود. با افزودن ۱ اونس مایع آمریکایی (۳۰ میلیلیتر) آب، این مخلوط می‌تواند باآزاد کرن تقریباً ۵۰ کیلوژول (۴۷ یکای گرمایی بریتانیایی) انرژی گرمایی در حدود ۸۰ وات، دمای ۸ اونس (۲۳۰ گرم) بسته غذا را تا ۱۰۰ درجه فارنهایت (۳۸ درجه سلسیوس) ظرف مدت حدود ۱۰دقیقه بالا ببرد.

## خطر فضای محدود
اداره هوانوردی فدرال وزارت حمل و نقل ایالات متحده (DOT) آزمایشی را انجام داد و گزارشی را منتشر کرد که به‌طور خلاصه می‌گوید: «... آزاد شدن گاز هیدروژن از این گرم کن‌های جیره بدون شعله به اندازه ای هست که در پرواز یک هواپیمای مسافربری ایجاد خطر بالقوه نماید." این آزمایش بر روی «غذاهای گرم کردنی» درجه تجاری انجام شد که شامل یک کیسه حرارتی بدون شعله در بسته، یک کیسه آب نمک، یک نعلبکی/سینی استایروفوم و یک وعده غذایی در یک کاسه مهر و موم شده و قابل مایکروویو/جوش بود.